# The Singles: 1996-2006
The Singles: 1996-2006 es un álbum compilador de la banda de rock estadounidense Staind. El DVD acompañante llamado "Staind: The Videos" fueron lanzado en la misma fecha, 14 de noviembre de 2006.

## Lista de canciones
1. "Come Again" (Remix) - 3:47
2. "Mudshovel" - 4:41
3. "Home" - 4:04
4. "Outside" (Versión de la gira “Family Values 2000” ("Valores de familia"), presentando a Fred Durst) - 5:40
5. "It's Been Awhile" - 4:25
6. "For You" - 3:26
7. "Epiphany" - 4:16
8. "So Far Away" - 4:03
9. "Price To Play" - 3:36
10. "Zoe Jane" - 4:36
11. "Right Here" - 4:13
12. "Falling" - 4:20
13. "Everything Changes" (en vivo en el Hiro Ballroom) - 4:23
14. "Nutshell" (cover a Alice in Chains ) (en vivo en el Hiro Ballroom) - 4:38
15. "Sober" (cover a Tool) (en vivo en el Hiro Ballroom) - 6:18
16. "Comfortably Numb" (cover a Pink Floyd) (Len vivo en el Hiro Ballroom) - 6:03

## Pistas adicionales
1. "Schizophrenic Conversations" (en vivo en el Hiro Ballroom) - (versión única para la compra en Best Buy)
2. "Reply" (en vivo en el Hiro Ballroom) - (versión única para la compra en Best Buy)
3. "Outside" (en vivo en el Hiro Ballroom) - (solo para la edición de lujo de iTunes)
4. "It's Been Awhile" (en vivo en el Hiro Ballroom) - (solo para la edición de lujo de iTunes)
5. "Devil" (en vivo en el Hiro Ballroom) - (solo para edición Rhapsody)
6. "Falling" (en vivo en el Hiro Ballroom) - (pre orden de descarga)